# Mali Crljeni
Mali Crljeni (em cirílico:Мали Црљени) é uma vila da Sérvia localizada no município de Lazarevac, pertencente ao distrito de Belgrado, na região de Kolubara. Possuía uma população de 855 habitantes segundo o censo de 2002.

## Demografia
| 1948 | 1953 | 1961  | 1971 | 1981 | 1991 | 2002 |
| ---- | ---- | ----- | ---- | ---- | ---- | ---- |
| 791  | 804  | 1 043 | 868  | 890  | 930  | 885  |